# Volker Schneider (Politikwissenschaftler)
Volker Schneider (* 16. Oktober 1952 in Blaubeuren) ist ein Politikwissenschaftler und Professor für materielle Staatstheorie.

## Leben
Volker Schneider studierte von 1974 bis 1977 Betriebswirtschaftslehre an der ehemaligen Fachhochschule für Wirtschaftswissenschaft in Mainz, jetzt Hochschule Mainz – University of Applied Sciences, und von 1977 bis 1981 Politik- und Wirtschaftswissenschaften an der Freien Universität Berlin. In den Jahren 1979 bis 1982 folgte ein Studium der Wirtschaftswissenschaften an der Université de Paris VIII. Von 1982 bis 1986 absolvierte er ein Promotionsstudium am Europäischen Hochschulinstitut in Florenz, an dem ihm im März 1986 der Doktor der Politik- und Sozialwissenschaft des Europäischen Hochschulinstituts verliehen wurde. Zwischen 1986 und 1997 war er Wissenschaftlicher Mitarbeiter am Max-Planck-Institut für Gesellschaftsforschung in Köln. Seine Habilitation erlangte er 1995 an der sozialwissenschaftlichen Fakultät der Universität Mannheim. Von 1997 bis 2020 war Volker Schneider Professor in Politikwissenschaft und hatte den Lehrstuhl für materielle Staatstheorie am Fachbereich Verwaltungswissenschaft der Universität Konstanz inne. In dieser Zeit war er mehrfach Dekan und Fachbereichssprecher. Von 2013 bis 2018 war er Dekan der Sektion Politik – Recht – Wirtschaft der Universität Konstanz. Volker Schneider war 2001 Gastforscher an der Annenberg School of Communications, University of Southern California in Los Angeles und 2006 Visiting Fellow am Center for European Studies der Harvard University. Im Oktober 2020 wurde er emeritiert.
Volker Schneider ist seit 1978 verheiratet, hat zwei Töchter und einen Sohn. Er wohnt in Meersburg am Bodensee, wo er sich im Forum für Wissenschaft und Kultur Meersburg e.V. engagiert.

## Forschung
Volker Schneider forschte in den Themenbereichen Staatstheorie, Governance- und Komplexitätstheorie, Verbändeforschung, Evolution politischer Institutionen, Policy-Forschung und Netzwerkanalyse. Seine Projekte wurden von der Deutschen Forschungsgemeinschaft, der Volkswagenstiftung, der Thyssenstiftung, dem BMFT und der NSF der USA gefördert.

## Lehre
Die von Volker Schneider angebotenen Lehrveranstaltungen umfassten unter anderem die Themen „Staats- und Demokratietheorie“, „Politikfeldanalyse“ und „Analyse von Politiknetzwerken“ sowie die Themen „Politische Interessenvermittlung“ und „Einführung in das Regierungssystem der Bundesrepublik Deutschland“.

## Werke (Auswahl)

### Monographien
- Advanced Introduction to POLITICAL NETWORKS. Edward Elgar Publishing, 2024. ISBN 978-1-83910-811-2 (Paperback); ISBN 978-1-83910-810-5 (E-Book).
- (mit F. Janning) Politikfeldanalyse. Akteure, Diskurse und Netzwerke in der öffentlichen Politik, VS Verlag für Sozialwissenschaften, 2006. ISBN 3-531-14549-5.
- Die Transformation der Telekommunikation. Vom Staatsmonopol zum globalen Markt (1800-2000). Campus Verlag, 2001. Schriften aus dem MPI für Gesellschaftsforschung, Band 41. ISBN 3-593-36849-8.
- Staat und Technische Kommunikation. Wiesbaden: Westdeutscher Verlag, 1999. ISBN 3-531-13185-0.
- Technikentwicklung zwischen Politik und Markt. Der Fall Bildschirmtext. Campus Verlag, 1989. Schriften aus dem MPI für Gesellschaftsforschung, Band 4. ISBN 3-593-34194-8.
- Politiknetzwerke der Chemikalienkontrolle. Eine Analyse einer transnationalen Politikentwicklung. De Gruyter, 1988. ISBN 3-11-011719-3.

### Herausgeberschaften
- (mit Patrick Kenis) Organisation und Netzwerk. Governance in Wirtschaft und Politik. 2., erweiterte und aktualisierte Auflage. Campus, 2021. ISBN 978-3-593-51398-0.
- (mit Gerald Schneider, Wolfgang Seibel) Brüchige Erfolge. Eine Biographie der Konstanzer Politik- und Verwaltungswissenschaft. UVK Verlagsgesellschaft, 2018. ISBN 978-3-86764-867-7.
- (mit Burkard Eberlein) Complex Democracy. Varieties, Crises, and Transformations. Springer, 2015. ISBN 978-3-319-15849-5.
- (mit Johannes Bauer, Achim Lang) Innovation Policy and Governance in High-Tech Industries. Springer, 2012. ISBN 978-3-642-12562-1.
- (mit Frank Janning, Philip Leifeld, Thomas Malang) Politiknetzwerke. Modelle, Anwendungen und Visualisierungen, Wiesbaden: VS Verlag für Sozialwissenschaften, 2009. ISBN 978-3-531-16401-4.
- (mit Jürgen R. Grote, Achim Lang) Organized Business Interests in Changing Environments, Palgrave Macmillan, 2008. ISBN 978-0-230-21665-5.
- (mit Wolfgang Streeck, Jürgen Grote, Jelle Visser) Governing Interests. Business associations facing internationalization. Routledge, 2006. ISBN 0-415-36486-8.
- (mit Marc Tenbücken) Der Staat auf dem Rückzug. Die Privatisierung öffentlicher Infrastrukturen. Campus Verlag, 2004. ISBN 3-593-37614-8.
- Entgrenzte Märkte – grenzenlose Bürokratie? Europäisierung in Wirtschaft, Recht und Politik. Campus Verlag, 2002. ISBN 3-593-37135-9.
- (mit Karsten Ronit) Private Organizations in Global Politics. Routledge, 2000. ISBN 0-415-20128-4.

### Zeitschriftenartikel
- (with Keiichi Satoh, Melanie Nagel) Organizational roles and network effects on ideational influence in science-policy interface: Climate policy networks in Germany and Japan. Social Networks 75: 88-106.
- (with Aasa Karimo, Paul M Wagner, Ana Delicado, James Goodman, Antti Gronow, Myanna Lahsen, Tze-Luen Lin, Petr Ocelík, Keiichi Satoh, Luisa Schmidt, Sun-Jin Yun, Tuomas Ylä-Anttila) Shared positions on divisive beliefs explain interorganizational collaboration: Evidence from climate change policy subsystems in 11 countries. Journal of Public Administration Research and Theory 33(3), 421-433.
- (mit Gina-Julia Westenberger) Söders Ökofeuerwerk und die Grünfärbung der CSU: Diskursnetzwerke im bayrischen Themenwettbewerb. Zeitschrift für vergleichende Politikwissenschaft 15(4), 641-665.
- (mit Adrian Rinscheid, Burkard Eberlein, Patrick Emmenegger) Why do junctures become critical? Political discourse, agency, and joint belief shifts in comparative perspective. Regulation & Governance 14(4), 653-673.
- (with Tuomas Ylä-Anttila, Antti Gronow, Mark CJ Stoddart, Jeffrey Broadbent, David B Tindall) Climate change policy networks: Why and how to compare them across countries. Energy Research & Social Science. 45, 258-265.
- (with Philip Leifeld) Information exchange in policy networks. American Journal of Political Science 56(3),731-744.
- (with Ulrik Brandes, Patrick Kenis, Jörg Raab, Dorothea Wagner) Explorations into the Visualization of Policy Networks. Journal of Theoretical Politics 11(1), 75-106.
- The structures of policy networks. European Journal of Political Research 21 (1-2), 109-129.
- (with Karsten Ronit) Global governance through private organizations. Governance 12(3), 243-266.
- Redes de políticas públicas ea condução de sociedades complexas. Civitas-Revista de Ciências Sociais 5 (1), 29-58.